# Grande Complication

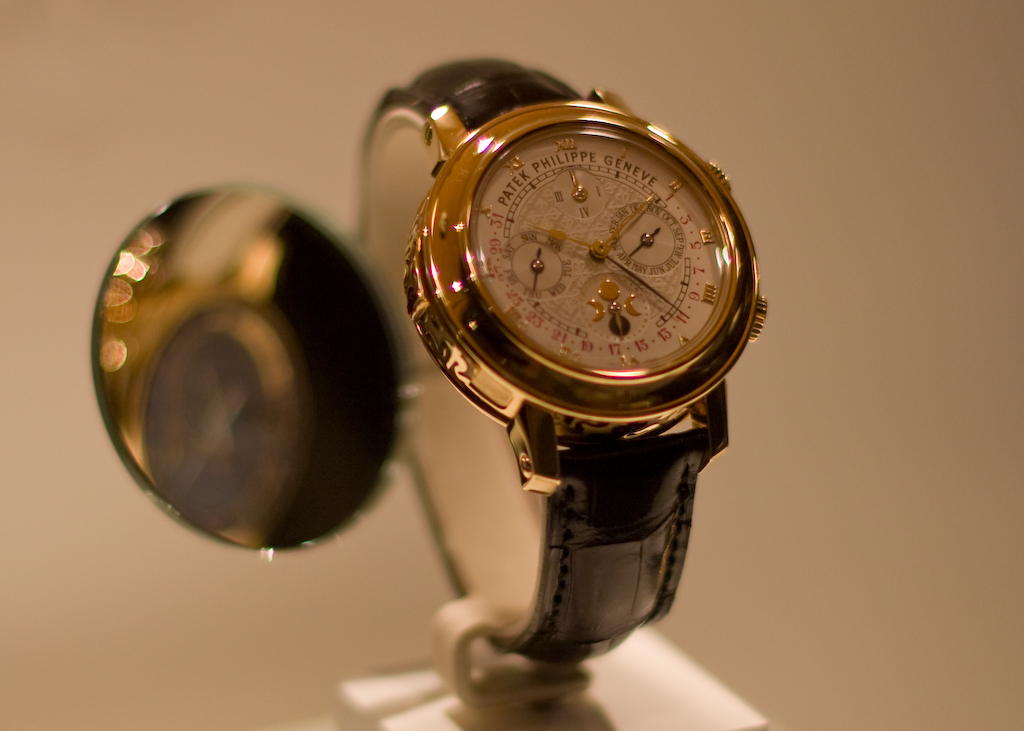
Grande-Complication-Uhr, Zifferblattseite

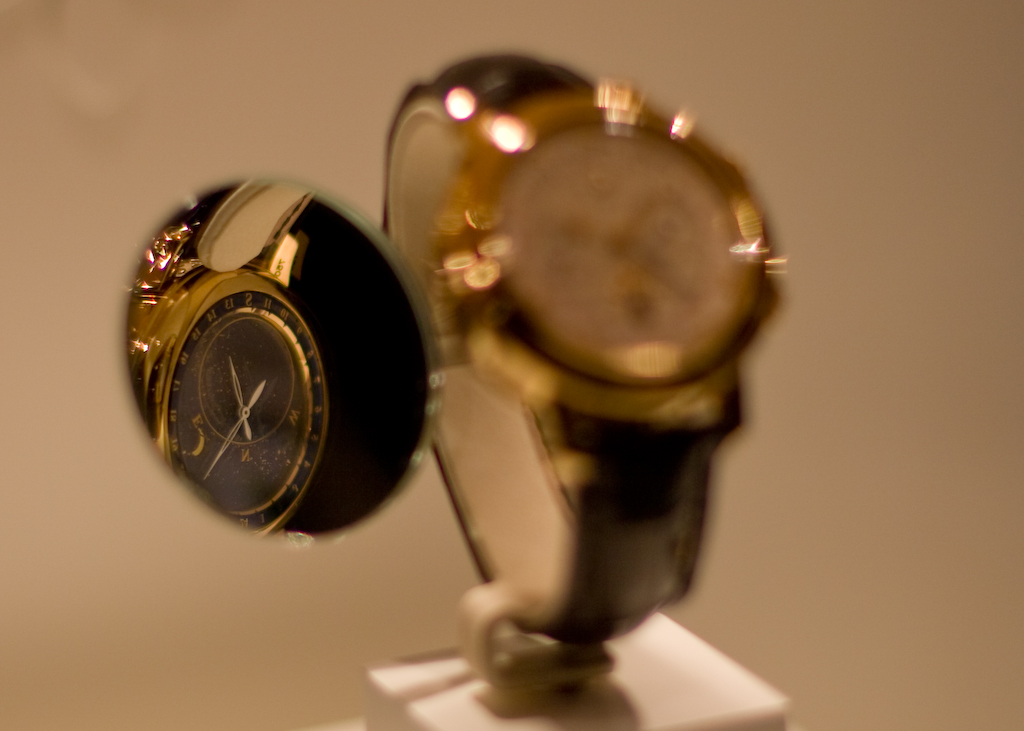
Grande-Complication-Uhr, Uhrwerkseite

Grande Complication ist die französische Bezeichnung für ein kompliziertes mechanisches Werk  einer Armband- oder Taschenuhr, das neben dem normalen Gehwerk (mit Stunde, Minute und Sekunde) noch Kadraturen mit mehreren weiteren Funktionen (Komplikationen, franz. Complication) aufweist. Da der Begriff bezüglich der Art und Anzahl der Komplikationen nicht einheitlich definiert ist, handelt es sich hierbei in erster Linie um einen Marketingbegriff.

## Zusatzfunktionen
Eine Grande Complication in Taschenuhren wurde erstmals in der zweiten Hälfte des 19. Jahrhunderts in der Schweiz, im Vallée de Joux, gebaut. Die Bezeichnung wird heute auch für Armbanduhren mit einem solchen Funktionsumfang verwendet.
Steigerungen dazu haben keine eigene Bezeichnung mehr, sondern sind durch ihren Namen bekannt. So z. B. die Taschenuhren des Caliber 89 mit insgesamt 33 Zusatzfunktionen und des Star Caliber 2000 mit insgesamt 22 Zusatzfunktionen, beide von Patek Philippe. Weitere Beispiele sind unten aufgeführt.

### Ewiges Kalendarium
Der ewige Kalender zeigt  Monatstag, Wochentag, Monat und Jahr an. Das Spezielle daran ist die Berücksichtigung der um einen Tag im Februar längeren Schaltjahre. Zusätzlich gibt es Ewige Kalendarien, die nicht nur die „4er“-Regel berücksichtigen, sondern auch die Ausnahmen bei den Jahrhunderten. Halbewige Kalendarien (auch Vierjahreskalender genannt) haben keinen automatischen Korrekturmechanismus für die Schaltjahre, berücksichtigen aber die kürzere Dauer des Februar und müssen nur alle vier Jahre auf den 29. Februar verzichten. Jahreskalender müssen hingegen jedes Jahr am 1. März manuell korrigiert werden.

### Chronograph
Ein Chronograph ist eine Uhr mit Stoppuhr-Funktion. Die richtige Bezeichnung dieser Funktion wäre zwar Chronoskop, aber diese Bezeichnung konnte sich nicht durchsetzen. Eine Flyback-Funktion bezeichnet die Möglichkeit, während einer Kurzzeitmessung den Zeiger auf "0" zurückzusetzen. Als Rattrapante oder Schleppzeiger-Chronograph bezeichnet man einen Chronographen mit einem Zusatzzeiger, der angehalten werden kann, um Zwischenzeiten anzuzeigen und danach dem weiterlaufenden Zeiger wieder nachgestellt wird. Dieser Vorgang bezieht sich auf die Dauer einer Minute. Die Doppelrattrapante kann dies bis zu einer halben Stunde Dauer.

### Schlagwerke
Es ertönen ein Schlag pro Stunde, zwei pro Viertelstunde und einer für jede weitere Minute; dies bildet das Große Klingeln ("Grande Sonnerie"). Versionen, die die Zeit auf Abruf schlagen, heißen Repetition. Ursprünglich war dies eine für Blinde oder die Nachtzeit gedachte Funktion einer Uhr.

#### Selbstschlagwerk
Als Selbstschlagwerk bezeichnet man eine Vorrichtung, die die Zeit automatisch (franz. en passant) auf einer Glocke oder Tonfeder schlägt (im Gegensatz zu einer Minutenrepetition, die nur auf Wunsch arbeitet):
- Grande Sonnerie (großer Schlag): schlägt zu jeder Viertelstunde die Stunden sowie die Viertelstunden
- Petite Sonnerie (kleiner Schlag): schlägt nur die Stunden

#### Repetition
Als Minutenrepetitionsschlagwerk wird eine Vorrichtung bezeichnet, die auf Abruf die vergangenen Stunden, Viertelstunden und Minuten auf einer Glocke oder Tonfeder schlägt.
Heute ist nicht mehr bekannt, wann die erste tragbare Uhr mit einem Repetitionsschlagwerk ausgestattet worden ist und wer ihr Erbauer war. Sicher ist nur, dass in einem Schiedsspruch Königs Jakob II von England 1687 das Patent für eine Taschenuhr mit Stunden- und ¼-Stunden-Repetitionsschlagwerk Daniel Quare (1649–1724) zugesprochen wurde. Ob diese Uhr wirklich die erste und er somit der tatsächliche Erfinder war, bleibt unklar.
Im Allgemeinen existieren in Schlagwerkuhren heute noch folgende Systeme:
- Viertelrepetition, es werden nur die vergangenen Stunden und Viertelstunden geschlagen
- Halbviertel- oder Siebeneinhalbminutenrepetition, auch Achtelrepetition genannt
- Fünfminutenrepetition
- Minutenrepetition
- Selbstschläger
- Carillons (Spielwerk)

Darüber hinaus gibt es noch Uhren, die zusätzlich zum Schlagwerk noch über ein Spielwerk verfügen, meist in Kombination mit einem Viertelstunden-Schlagwerk. Zur vollen Stunde ertönt dieses entweder automatisch oder auf Wunsch. Zusätzlich kommen bei Uhren mit Selbstschlagwerk auch Varianten mit einem Halbstundenschlagwerk vor. Diese schlagen dann jeweils die volle Stunde sowie jede halbe Stunde mit einem Hammer.
Eine weitere Besonderheit sind Uhren mit einem „Glasen“-Schlag (Sonnerie de Bord), sinnvollerweise natürlich als Selbstschlagwerk konzipiert. Wird bei Uhren die Tonfedern in zwei Umgängen um das Werk geführt so nennt man den so erzeugten Klang „Kathedral-Schlag“.
Das Carillon benötigt nicht nur mehr Einzelteile und Komponenten, es fordert auch eine höhere Mehrarbeit bei der Vollendung und Abstimmung, der Reglage und Finissage.

### Mechanischer Wecker
Je nach Ausführung gibt das Werk ein dezentes „Schnarren“ oder einen melodischen Glockenschlag (mit Tonfeder oder Glocke) von sich. Bei einem Monatswecker (synonym Armbandweckuhr mit Terminkalender-Funktion) ist das Weckdatum auf einen Tag im Monat einstellbar, z. B. den Senator Terminkalender von Glashütte Original. Auch gibt es Armbandwecker, welche mit einer Melodie aus einem Spielwerk wecken, z. B. die Réveil Musical von Breguet.

### Automatische Nachtabschaltung
Bei Aktivierung der Nachtabschaltung wird das bzw. werden die Schlagwerk(e) zwischen 22.00 und 7.15 Uhr (Uhrwerke mit Viertelstundenschlag) bzw. 22.00 und 7.00 Uhr (Uhrwerke mit Halbstundenschlag) automatisch abgeschaltet. Dabei wird durch einen zusätzlichen Mechanismus und eine spezielle Zeitkurve das Auslösen des Schlagwerks bzw. der Schlagwerke verhindert.

### Weitere Zusatzfunktionen
Die folgende (alphabetisch sortierte und) unvollständige Liste bietet einen kleinen Überblick, was alles im kleinen Raum (Volumen) einer Taschen- oder auch Armbanduhr möglich sein kann:
- 7-Tages-Werk: ein Uhrwerk, das 7 Tage anstelle von 42 bis 48 Stunden Gangreserve bietet.
- Astrolabium
- Automatischer Aufzug (Automatik): damit wird die Uhrfeder durch Bewegung der Uhr selbst aufgezogen. Dabei wird die Massenträgheit einer eingebauten Schwungmasse (heute per Rotor, früher mit Pendelschwungmasse) ausgenutzt, siehe Automatikuhr.
- Chronometerregulierung mit anhaltbarem Sekundenzeiger.
- Countdown-Zähler
- Datums-Schnelleinstellung
- Ewige Mondphasenanzeige: ein Mondzyklus von Vollmond zu Vollmond (Synodischer Monat) dauert genau 29 Tage, 12 Stunden, 44 Minuten und 2,9 Sekunden, die bei einer Ewigen Mondphasenanzeige genauer berücksichtigt werden, sodass es in 122 Jahren zu einer Abweichung von nur einem Tag kommen wird.
- Foudroyante (franz. für 'blitzartig'): Anzeige von Sekundenbruchteilen mit einem getrennten Uhrzeiger
- Große Datumsanzeige: die beiden Ziffern der Datumsanzeige werden auf zwei Ziffernscheiben dargestellt, wodurch eine größere Darstellung als bei nur einer verwendeten Scheibe möglich wird. Diese Scheiben müssen entsprechend koordiniert werden.
- Gangreserveanzeige: ein kleiner Zeiger, der die Zeit bis zum Stillstand der Uhr anzeigt.
- Jahreskalender: Anzeige von Tag, Wochentag und Monat, unter Berücksichtigung der Unterschiede der Monatslängen.
- Kalenderwochen-Anzeige
- kleine Sekunde: der Sekundenzeiger dreht in einem eigenen Kreis außerhalb des Zentrums.
- Kleine Sekunde mit Stoppvorrichtung: wenn die Uhr eingestellt wird – also die Krone herausgezogen wird, dann bleibt der Sekundenzeiger stehen. Somit kann exakt gestartet werden.
- Regulator: damit ist ein Uhrwerk gemeint, bei dem sich die Zeiger von Stunde und Minute nicht konzentrisch im selben Kreis bewegen, sondern in zwei eigenen Kreisen angeordnet sind.
- Retrograde Anzeigen: Anstatt kreisförmiger Skalen nur noch Kreisausschnitte, der Zeiger springt nach Erreichen des Skalenendes zurück auf die Ausgangsposition.
- Retrograph: beim Retrographen teilen sich zwei Sekundenzeiger die Anzeige einer Minute. Der erste Zeiger springt nach Sekunde 30 zurück auf 0, während der zweite Zeiger die Anzeige der Sekunden danach übernimmt.
- Spielwerk
- springender Datumswechsel
- Sternbild-Anzeige oder Tierkreiszeichen
- Sternzeit-Anzeige
- Tourbillon: eine spezielle Lagerung im Uhrwerk, um Gangungenauigkeiten zu reduzieren. Da der Tourbillon keine zusätzliche Funktion enthält, handelt es sich dabei nicht tatsächlich um eine Komplikation.
- Vierstellige Jahresanzeige: Jede Ziffer der Jahreszahl wird mit einer eigenen Zahlenscheibe dargestellt. Die Untersetzung zwischen Sekunden-Zeiger und Jahrhundertscheibe beträgt dabei  6.315.840.000 zu 1. Während ein Punkt auf der Unruh rund 1,6 Millionen Kilometer zurücklegt, bewegt sich die Anzeige des Jahrhunderts um 1,2 Millimeter.
- Vollkalender (Vollkalendarium): komplettes Kalendarium mit Datums-, Wochentags- und Monatsanzeige (manuelle Korrektur in Monaten mit weniger als 31 Tagen erforderlich).[3]
- Wochentag: Montag bis Sonntag werden angezeigt.
- Zeitgleichung
- Zweite Zeitzone: ein zweiter Stundenzeiger zeigt eine zweite Zeitzone an, meist in Kombination mit einer Tag-/Nacht-Anzeige und einer Zeitzonenskalierung. Alternativ gibt es auch drehbare Lünetten mit Stunden- oder Zeitzonenskalierung.

## Grande-Complication-Uhren

### Piguet/Muller/Gerber Complication

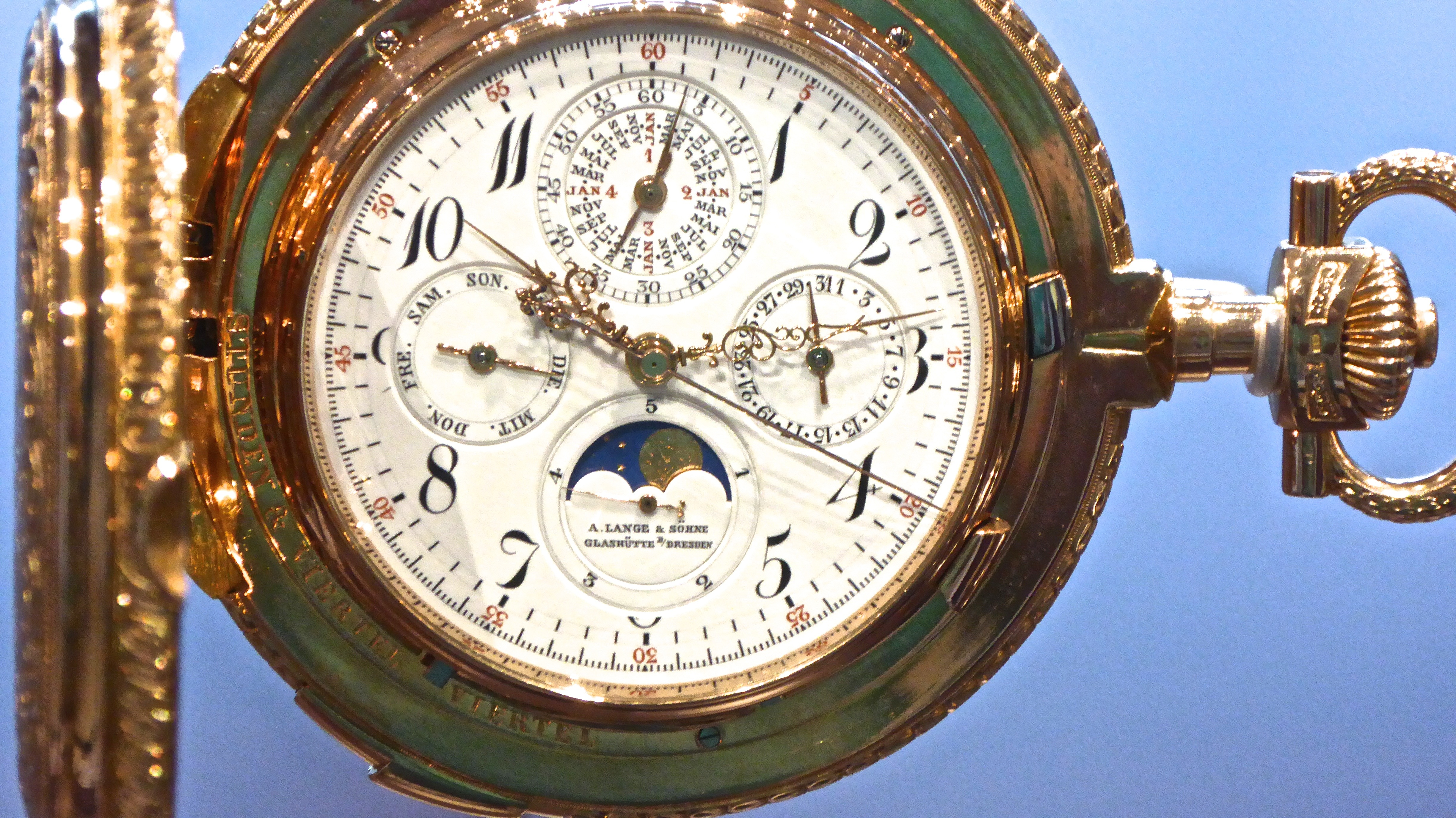
Grande Complication Nr. 42500

Die ursprüngliche Damenanhängeruhr wurde 1892 von Louis Elysée Piguet mit einer Minutenrepetition und einem Schlagwerk mit Grande und Petite Sonnerie und 491 handgefertigten Teilen konstruiert. 1989 gelangte sie in den Besitz des Uhrmachers Franck Muller, der sie mit einem Platingehäuse, einem ewigen Kalender mit Monats- und Äquationsanzeige, Wochentags-, Datums-, 24-Stunden- und Schaltjahreszyklusanzeige, Mondphase und Thermometer versah und damit auf 651 Teile erweiterte.
Elf Jahre beschäftigte sich der Schweizer Uhrmacher Paul Gerber mit der damals kompliziertesten Armbanduhr der Welt, die er auf 1.116 Teile erweiterte und die 2005 einen Eintrag ins Guinness-Buch der Rekorde erhielt. Als zusätzliche Komplikation konstruierte Gerber den kleinsten, fliegenden (aufgehängten) Tourbillon der Welt, einen Schleppzeiger-Chronographen mit Flyback-Funktion, einen springenden Minutenzähler und zwei Gangreserveanzeigen für das Geh- und Schlagwerk.

### Weitere Beispiele
1902 bauten A. Lange & Söhne, Glashütte, die Taschenuhr Grande Complication Nr. 42500, ein Unikat, das aus 833 Einzelteilen besteht. Sie galt als verschollen und tauchte 2001 wieder auf. Sie wurde vom Hersteller aufwändig restauriert.
Weitere bekannte Grande Complication-Armbanduhren sind z. B. Primo 4 von Mermod Frères mit 577 Einzelteilen, die Grande Complication der IWC mit 659 Einzelteilen, die Sky Moon Tourbillon von Patek Philippe mit 686 Einzelteilen, die 1735 von Blancpain mit 740 Einzelteilen, die Tour de l'Île von Vacheron Constantin mit 834 Einzelteilen, der Tourbograph Pour le Mérite von A. Lange & Söhne mit 1097 Einzelteilen, die Hybris Mechanica à Grande Sonnerie von Jaeger-LeCoultre mit 27 Komplikationen und über 1300 Einzelteilen und die Aeternitas Mega von Franck Muller mit 36 Komplikationen und 1483 Einzelteilen.